# Laevisuchus
Laevisuchus indicus
Genre
Espèce
Laevisuchus (« crocodile léger ») est un genre éteint de dinosaures Theropoda du Crétacé supérieur. Ses restes ont été découverts par Charles Alfred Matley près de Jabalpur dans des dépôts maastrichtiens de la formation de Lameta en Inde, et ont été nommés et décrits par les paléontologues Friedrich von Huene et Charles Alfred Matley en 1933. Le type et seule espèce est Laevisuchus indicus. Le nom générique est dérivé du latin laevis, « lumière » et du nom grec du dieu crocodile de l'Égypte antique, Soukhos. Le nom spécifique signifie « indien » en latin. Il n'est connu que par trois vertèbres cervicales (GSI K20/613, GSI K20/614 et GSI K27/696) et une vertèbre dorsale (GSI K27/588). Un holotype n'a pas été attribué par Huene et Matley et un lectotype n'a jamais été choisi parmi les syntypes. Tous les restes, sauf GSI K27/696, ont été perdus ; GSI K20/613 a été redécouvert en 2012.

## Description
Laevisuchus était un petit carnivore bipède. En 1998, David Lambert a estimé qu'il mesurait environ deux mètres de long, 0,9 m de haut, et pesait environ 30 kg.

## Classification
Laevisuchus a été initialement classé par Huene comme un Coeluridae en raison de la similitude de ses vertèbres avec celles de Aristosuchus. Cependant, une analyse effectuée en 2004 a montré qu'il s'agissait d'un Abelisauroidea en raison de ses longues épipophyses, d'une paire de foramen sur le centrum et d'épines neurales basses et triangulaires. Les vertèbres ressemblent spécifiquement à celles des Noasauridae comme Masiakasaurus et Noasaurus en raison de leurs épines neurales placées plus antérieurement et de leurs épipophyses réduites postérieurement,.